# Karoline von Österreich-Toskana

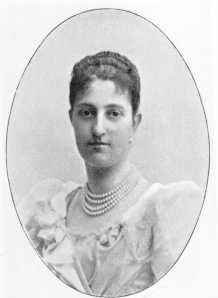
Erzherzogin Karoline als Braut

Karoline Maria Immakulata Josepha Ferdinanda Therese Leopoldine Antoinette Franziska Isabella Luise Januaria Christine Benedikta Laurencia Justiniana (* 5. September 1869 in Altmünster; † 12. Mai 1945 in Budapest) war eine geborene Erzherzogin von Österreich, Prinzessin von Toskana und durch Heirat Prinzessin von Sachsen-Coburg und Gotha. 

## Leben
Karoline war eine Tochter des Erzherzogs Karl Salvator von Österreich-Toskana und dessen Gattin Maria Immaculata, Prinzessin von Bourbon und Neapel-Sizilien.
Von 1893 bis 1894 war sie Äbtissin des Theresianischen Damenstiftes in Prag.
Am 30. Mai 1894 vermählte sie sich in Wien mit dem Prinzen August Leopold von Sachsen-Coburg und Gotha, einem Sohn von Prinz Ludwig August von Sachsen-Coburg und Gotha und der brasilianischen Infantin Leopoldina de Bragança. 
Mit 75 Jahren verstarb Prinzessin Karoline in Budapest.

## Nachkommen
- August Clemens Karl (1895–1908)
- Klementine Maria (1897–1975)

⚭ 1925 Eduard von Heller (1877–1970)
- Maria Karoline (1899–1941), 1941 auf Schloss Hartheim ermordet.[1]
- Rainer Maria Joseph (1900–1945)

⚭ 1. 1930 (gesch. 1935) Johanna Károlyi de Károly-Patty (1906–1992)
⚭ 2. 1940 Edith de Kózol (1913–1997)
- Philipp Josias (1901–1985)

⚭ 1944 Sarah Aurelia Hálasz (1914–1994)
- Theresia Christiana (1902–1990)

⚭ 1930 Freiherr Lamoral Taxis von Bordogna und Valnigra (1900–1966)
- Leopoldine Blanka (1905–1978)
- Ernst Franz (1907–1978)

⚭ 1939 Irmgard Röll (1912–1976)